# Habitatge al carrer Torrent, 4 (Castelló de Farfanya)
L'Habitatge al carrer Torrent, 4 és una obra de Castelló de Farfanya (Noguera) inclosa a l'Inventari del Patrimoni Arquitectònic de Catalunya.

## Descripció
Casa de tres plantes i sota teulada. A la primera i segona plantes s'han obert balcons que possiblement formen part d'una remodelació posterior.
A banda de l'estructura general de l'edifici, destaca la porta principal formada per un arc adovellat de mig punt, amb la data 1696 esculpida.

## Història
Correspon a l'època en què la vila era sota domini senyorial de la casa de Beaumont, unida ja al llinatge dels ducs d'Alba (1596-1835).